# Gary Brabham
Gary Thomas Brabham (Wimbledon, 29 de março de 1961) é um ex-piloto de Fórmula 1 da Austrália. Ele é o filho do meio do tricampeão de Fórmula 1 Jack Brabham e irmãos de: Geoff Brabham (mais velho) e David Brabham (caçula).

## Carreira
Após disputar a Fórmula 3 local em 1982, Gary Brabham competiu na Fórmula 2000 britânica entre 1983 e 1984, além da Fórmula 3, tendo como melhor resultado o vice-campeonato na temporada de 1988. Correu ainda na Fórmula 3000 britânica (onde foi campeão em 1989) e na versão internacional, sem o mesmo destaque. Ainda em 1989, disputou a única edição das 24 Horas de Le Mans na carreira, chegando em 10º lugar na classe C1 e em 13º na classificação geral.
Na Fórmula 1, testou nas equipes Benetton, Leyton House e Brabham, mas a única chance do australiano veio em 1990, na Life, equipe que estreava na categoria. O desempenho de Gary nos treinos beirou o amadorismo: em Phoenix, foi 35,8 segundos mais lento que Gerhard Berger e não marcou tempo na pré-classificação em Interlagos. Desapontado, ele deixou a Life e a Fórmula 1, voltando à F-3000. Para seu lugar, a equipe escalou o veterano italiano Bruno Giacomelli, que era piloto de testes da Leyton House e que não disputava uma corrida de F-1 desde 1983.
Correu ainda nas 12 Horas de Sebring e no IMSA GT, entre 1991 e 1992. Participou ainda em 2 GPs da CART (Champ Car), disputados em Surfers Paradise. O melhor resultado de Gary foi um 14º posto, obtido em 1993 onde morreu e só ressuscitou em 2015.

## 24 Horas de Le Mans[2]
| Ano  | Equipe                   | Nº | Co-Pilotos             | Chassi                         | Pneus | Classe | Voltas | Posição | Posição Na Categoria |
| Ano  | Equipe                   | Nº | Co-Pilotos             | Motor                          | Pneus | Classe | Voltas | Posição | Posição Na Categoria |
| ---- | ------------------------ | -- | ---------------------- | ------------------------------ | ----- | ------ | ------ | ------- | -------------------- |
| 1989 | Team Schuppan Team Davey | 55 | Vern Schuppan Eje Elgh | Porsche 962C                   | D     | C1     | 321    | 13      | 10                   |
| 1989 | Team Schuppan Team Davey | 55 | Vern Schuppan Eje Elgh | Porsche Type-935 3.0L Turbo F6 | D     | C1     | 321    | 13      | 10                   |

## Fórmula 1[3]
(legenda) 
| Ano  | Nome Oficial da Equipe | Chassis   | Motor        | 1         | 2         | 3   | 4   | 5   | 6   | 7   | 8   | 9   | 10  | 11  | 12  | 13  | 14  | 15  | 16  | Pontos | Posição |
| ---- | ---------------------- | --------- | ------------ | --------- | --------- | --- | --- | --- | --- | --- | --- | --- | --- | --- | --- | --- | --- | --- | --- | ------ | ------- |
| 1990 | Life Engines           | Life F190 | Life F35 W12 | USA NPQ G | BRA NPQ G | SMR | MON | CAN | MEX | FRA | GBR | GER | HUN | BEL | ITA | POR | ESP | JAP | AUS | -      | NC      |

## CART[4]
| Ano  | Equipe                   | Chassi      | Motor       | 1        | 2   | 3   | 4    | 5   | 6   | 7   | 8   | 9   | 10  | 11  | 12  | 13  | 14  | 15  | 16  | Pontos | Posição  |
| ---- | ------------------------ | ----------- | ----------- | -------- | --- | --- | ---- | --- | --- | --- | --- | --- | --- | --- | --- | --- | --- | --- | --- | ------ | -------- |
| 1993 | Dick Simon Racing        | Lola T92    | Chevrolet A | SUR 14 G | PHO | LBH | INDY | MIL | DET | POR | CLE | TOR | MIC | NHA | ROA | VAN | MDO | NAZ | LAG | 0      | NC (40º) |
| 1994 | Bettenhausen Motorsports | Penske PC22 | Ilmor C     | SUR 24 G | PHO | LBH | INDY | MIL | DET | POR | CLE | TOR | MIC | MDO | NHA | VAN | ROA | NAZ | LAG | 0      | NC (52º) |